# Poligalàcies
Les poligalàcies (Polygalaceae) són una família de plantes angiospermes de l'ordre de les fabals (Fabales), dins del clade de les ròsides, un subclade de les superròsides dins les eudicotiledònies. Conté més de 1.200 espècies, agrupades en una trentena de gèneres. És una família cosmopolita, és present arreu del món excepció feta de les zones de clima àrtic i Nova Zelanda.

## Descripció
Són plantes herbàcies anuals, biennals o perennes, arbusts, linaes o arbres. Les fulles són simples, acostumen a tenir el marge enter, la nervadura pinnada, sense estípules i poden ser basals o caulinars i disposar-se de manera alternada, el més habitual, oposada o en verticils. Les flors s'agrupen en inflorescències terminals o axil·lars, habitualment són racemoses, però també en panícula, en espiga, en corimbe o en fascicle. Al periant el calze acostuma a tenir cinc sèpals i la corol·la 3 o 5 pètals lobada o carenada. Les flors són hermafrodites, de vegades cleistògames i habitualment pedicel·lades. L'androceu acostuma a tenir vuit estams, però en poden ser entre 2 i 10. Al gineceu l'ovari és súper, el pistil acostuma a tenir dos carpels però en pot arribar a tenir fins a vuit, amb un sol estil i dos estigmes, la placentació és axil·lar. Els fruits són entre isodiamètrics i oblongs.

## Taxonomia
Aquesta família va ser publicada per primer cop l'any 1809, amb el nom de Polygalinae al primer volum de l'obra Flore Portugaise ou description de toutes les plantes qui croissent naturellement en Portugal dels botànics alemanys Johann Heinrich Friedrich Link (1767-1851) i Johann Centurius von Hoffmannsegg (1766-1849).

### Gèneres
Dins d'aquesta família es reconeixen els 30 gèneres següents:
- Acanthocladus Klotzsch ex Hassk.
- Ancylotropis B.Eriksen
- Asemeia Raf.
- Atroxima Stapf
- Badiera DC.
- Barnhartia Gleason
- Bredemeyera Willd.
- Caamembeca J.F.B.Pastore
- Carpolobia G.Don
- Chamaebuxus Tourn.
- Comesperma Labill.
- Diclidanthera Mart.
- Epirixanthes Blume
- Eriandra P.Royen & Steenis
- Gymnospora (Chodat) J.F.B.Pastore
- Hebecarpa (Chodat) J.R.Abbott
- Heterosamara Kuntze
- Hualania Phil.
- Monnina Ruiz & Pav.
- Monrosia Grondona
- Moutabea Aubl.
- Muraltia DC.
- Phlebotaenia Griseb.
- Polygala Tourn. ex L.
- Rhamphopetalum J.F.B.Pastore & M.Mota
- Rhinotropis (S.F.Blake) J.R.Abbott
- Salomonia Lour.
- Securidaca L.
- Senega (DC.) Spach
- Xanthophyllum Roxb.